# Кантельмо, Джакомо
Джакомо Кантельмо (итал. Giacomo Cantelmo; 13 июня 1645, Неаполь, Неаполитанское королевство — 11 декабря 1702, там же) — итальянский куриальный кардинал и папский дипломат. Титулярный архиепископ Кесарии с 27 сентября 1683 по 13 февраля 1690. Апостольский нунций в Венеции с 27 сентября 1683 по 18 апреля 1685. Апостольский нунций в Швейцарии с 18 апреля 1685 по 10 декабря 1687. Секретарь Священной Конгрегации по делам епископов и монашествующих с 15 декабря 1689 по 13 февраля 1690. Архиепископ Капуи с 27 сентября 1690 по 23 июля 1691. Архиепископ Неаполя с 23 июля 1691 по 11 декабря 1702. Камерленго Священной Коллегии кардиналов с 3 февраля 1700 по 23 января 1702. Кардинал-священник с 13 февраля 1690, с титулом церкви Санти-Марчеллино-э-Пьетро с 10 апреля 1690 по 11 декабря 1702. 